# Carapa megistocarpa
Carapa megistocarpa är en tvåhjärtbladig växtart som beskrevs av A.H. Gentry & Dodson. Carapa megistocarpa ingår i släktet Carapa och familjen Meliaceae. Inga underarter finns listade i Catalogue of Life.